# الغواصات إس إس إن النووية

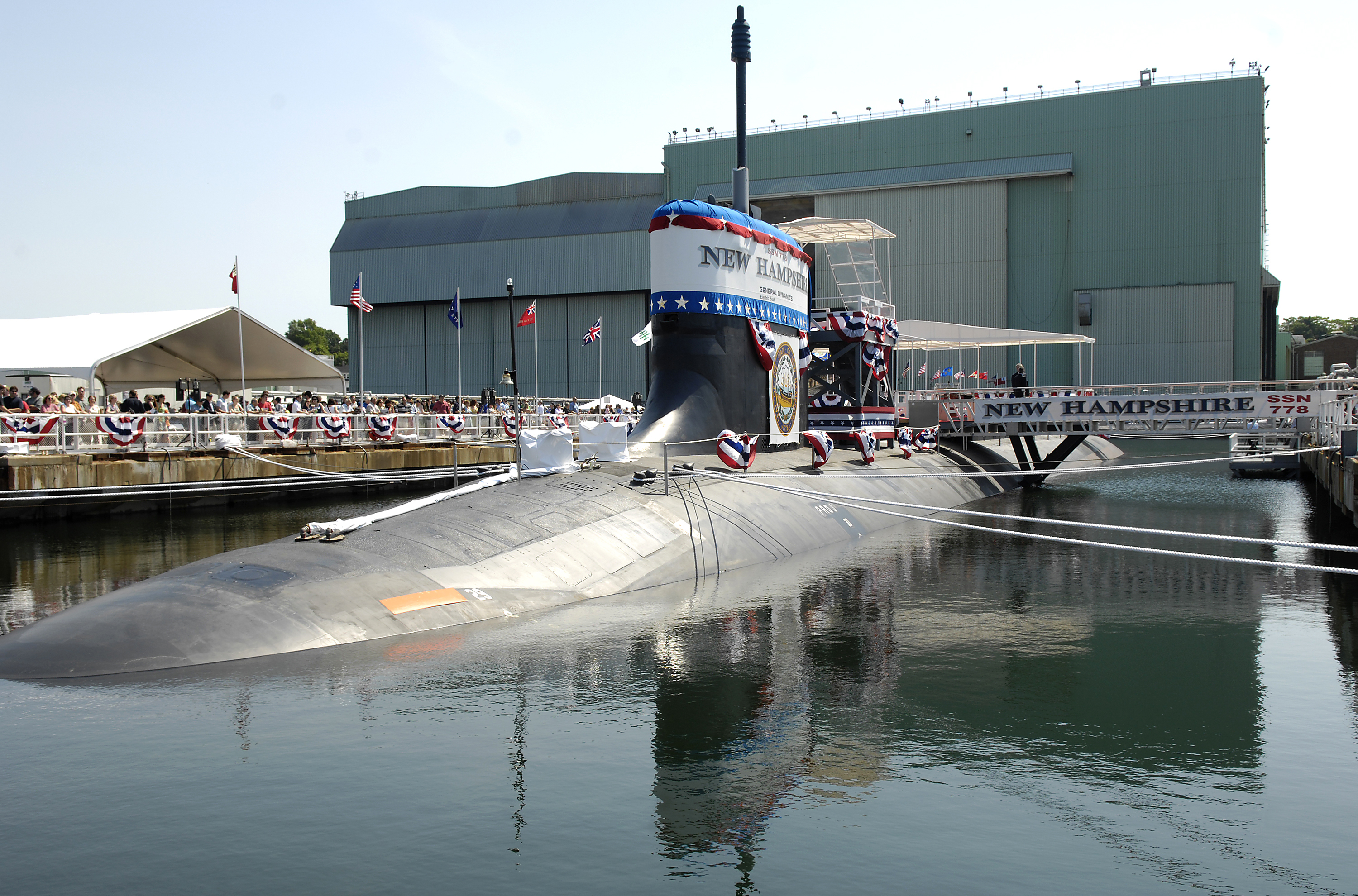
،.

SSN هي غواصة هجومية للأغراض العامة تعمل بالطاقة النووية. SSN هو رمز تصنيف بدن البحرية الأمريكية لمثل هذه السفن؛ تشير SS إلى غواصة  وتشير N إلى الطاقة النووية .

## التاريخ
كانت أول غواصة هجومية تعمل بالطاقة النووية هي USS Nautilus التابعة للبحرية الأمريكية USS Nautilus، عام 1954. تبع ذلك أربع غواصات من Skate classدخول Skate class الخدمة عام 1957. كانت أول غواصة نووية تابعة للبحرية البريطانية هي أتش أم أس Dreadnought التي دخلت الخدمة باستخدام مفاعل أمريكي في عام 1963. كانت أول غواصات نووية بريطانية بالكامل من طراز ValiantValiant
كان أسطول الغواصات يو إس إن يعمل بالطاقة النووية بالكامل لأكثر من عقدين. كان الجزء الأكبر من أسطول SSN التابع لـ USN عبارة عن غواصة هجومية من فئة لوس أنجلوس . تم تصميم زوارق لوس أنجلوس المصممة خلال الحرب الباردة ' سبب وجودها هو حماية مجموعات حاملة الطائرات الحربية الأمريكية ومطاردة سفن البحرية السوفيتية SSBNs قبل أن تتمكن من شن أول ضربة ضد الولايات المتحدة.
كان أول عمل قتالي رئيسي على الإطلاق يشمل SSN خلال حرب فوكلاند عام 1982. طراد أرجنتيني ، ARA General Belgranoتم إغراق ARA General Belgrano بطوربيدات أطلقتها غواصة أسطول البحرية الملكية أتش أم أس Conqueror . بعد هذا الحادث ، كانت البحرية الأرجنتينية محصورة فعليًا في الميناء.
منذ نهاية الحرب الباردة ، تطورت شبكات الأمان الاجتماعي إلى غواصات متعددة المهام. وتشمل أدوارهم منصات صواريخ كروز التي تطلق من الغواصات ، ومنصات جمع المعلومات الاستخبارية ، وإدخال وتسلل فرق القوات الخاصة بالإضافة إلى الأدوار التقليدية لغواصات SSN .
إن مزايا SSN على SSK التي تعمل بالطاقة التقليدية هي قدرة تحمل أطول بكثير ( يمكن أن تظل الغواصة النووية مغمورة لعدة أشهر ولا تحتاج إلى التزود بالوقود في 25 عامًا) ، وسرعة أعلى. على عكس معظم الغواصات التقليدية ، لا يتعين على الغواصات النووية الظهور بشكل دوري للسطح، مما قد يعرضهم للخطر. تقترب بعض أحدث الغواصات التقليدية من هذه المزايا: يمكن للسفن التي تعمل بمحرك ستيرلينغ الإبحار تحت الماء لمدة تصل إلى أسبوعين ، ومثل السفن التي تعمل بالديزل / الكهرباء (ومن الناحية النظرية السفن التي تعمل بالطاقة الأكسجين السائل ) ، فهي أكثر هدوءًا من الغواصات النووية ، لأنها لا تحتاج لتشغيل المضخات القوية (والصاخبة) المرتبطة بدارات التبريد لمفاعلات الماء المضغوط.
تتمثل العيوب الرئيسية للغواصات النووبة في التحديات التكنولوجية ونفقات بناء وصيانة محطة للطاقة النووية . يمكن أن يكون للغواصات النووية سلبيات سياسية ، حيث ترفض بعض الدول قبول السفن التي تعمل بالطاقة النووية كمسألة سياسية. علاوة على ذلك ، تتطلب الغواصات النووية التي خرجت من الخدمة تفكيكًا مكلفًا وتخزينًا طويل الأمد للنفايات المشعة .
القوات البحرية التالية حاليًا لديها غواصات نووية ssn:
- بحرية جيش التحرير الشعبي الصيني
- البحرية الفرنسية
- البحرية الهندية
- البحرية الروسية
- البحرية الملكية للمملكة المتحدة
- بحرية الولايات المتحدة

## فئات SSN النشطة والمستقبلية
القوات البحرية البرازيلية
- غواصة <i id="mwUA">Álvaro Alberto</i> -class - 1 قيد الإنشاء [2]

بحرية جيش التحرير الشعبي
- غواصة <i id="mwWg">هان</i> كلاس (النوع 091) - 3 في الخدمة ، 2 متقاعد
- نوع <i id="mwXQ">093</i> غواصة - 6 في الخدمة
- <i id="mwYA">نوع 095</i> غواصة - 2 في الخدمة ، 5 مخطط لها في المجموع [3] [4]

 البحرية الفرنسية
- Rubis-class submarine - 5 في الخدمة ، 1 متقاعد
- غواصة Barracuda -class - 1 في الخدمة ، 6 مخطط لها في المجموع

 البحرية الهندية
- Akula-class submarine - 1 في الخدمة ، [5] [6] غواصة أخرى مؤجرة لتسليمها بحلول عام 2025 [7]
- برنامج SSN التابع للبحرية الهندية - تم التخطيط لـ 6 في المجموع [8] [9]

 البحرية الروسية
- غواصة فيكتور الثالث - فئة 3 في الخدمة و 45 متقاعد
- غواصة <i id="mwjA">سييرا II</i> فئة - 2 في الخدمة
- Akula-class submarine - 10 في الخدمة و 4 متقاعد
- غواصة ياسين فئة - 1 في الخدمة ، و 12 مخططًا في المجموع

 البحرية الملكية البريطانية
المعروفة باسم «أسطول الغواصات» في البحرية الملكية

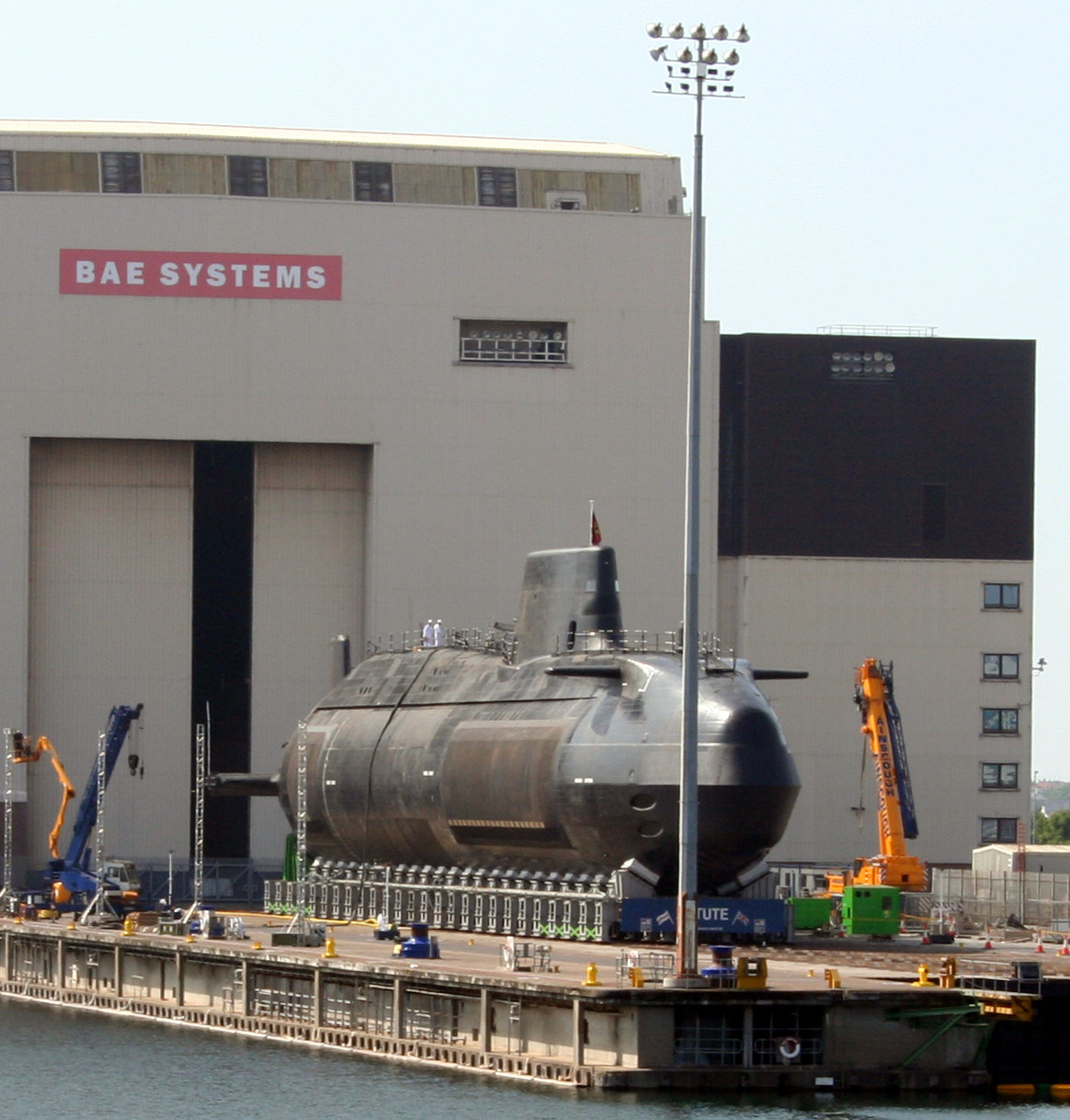
، وهو.

- Trafalgar-class submarine - 3 in service, 4 retired
- Astute-class submarine - 3 in service, 7 planned in total

 البحرية الأمريكية
- Los Angeles-class submarine - 30 in service, 32 retired
- Seawolf-class submarine - 3 in service
- Virginia-class submarine - 19 in service, 48 planned in total